# The Hendre
The Hendre (vieille maison, en français ; en gallois : Yr Hendre) est un manoir du XVIIIe siècle, de style éclectique Tudor, néo-gothique Victorien, avec décor néo-normand flamboyant, sur un important domaine seigneurial de la baronnie de Llangattock Vibon Avel, à 6 km au nord-ouest de la ville de Monmouth au Pays de Galles au Royaume-Uni. Il fut la résidence familiale ancestrale de la famille Rolls de Llangattock (dont Sir Charles Rolls de Llangattock, fondateur de l'industrie britannique Rolls-Royce avec Henri Royce en 1904). Actuel golf Rolls of Monmouth Golf Club, le manoir et le parc sont classés Grade II* (niveau II*) aux monuments historiques du Royaume-Uni depuis le 11 avril 1985.

## Historique
Cet important et fastueux manoir est construit en 1767 pour Sir John Rolls de Llangattock (1776-1837, arrière grand-père de Charles Rolls (1877-1910) avec deux étages, à sept faces, en briques rouges et pierre de Bath, avec fenêtres oriel, fenêtres à croisée à meneaux et à vitraux, toitures en ardoise, et nombreuses gargouilles décoratives... 

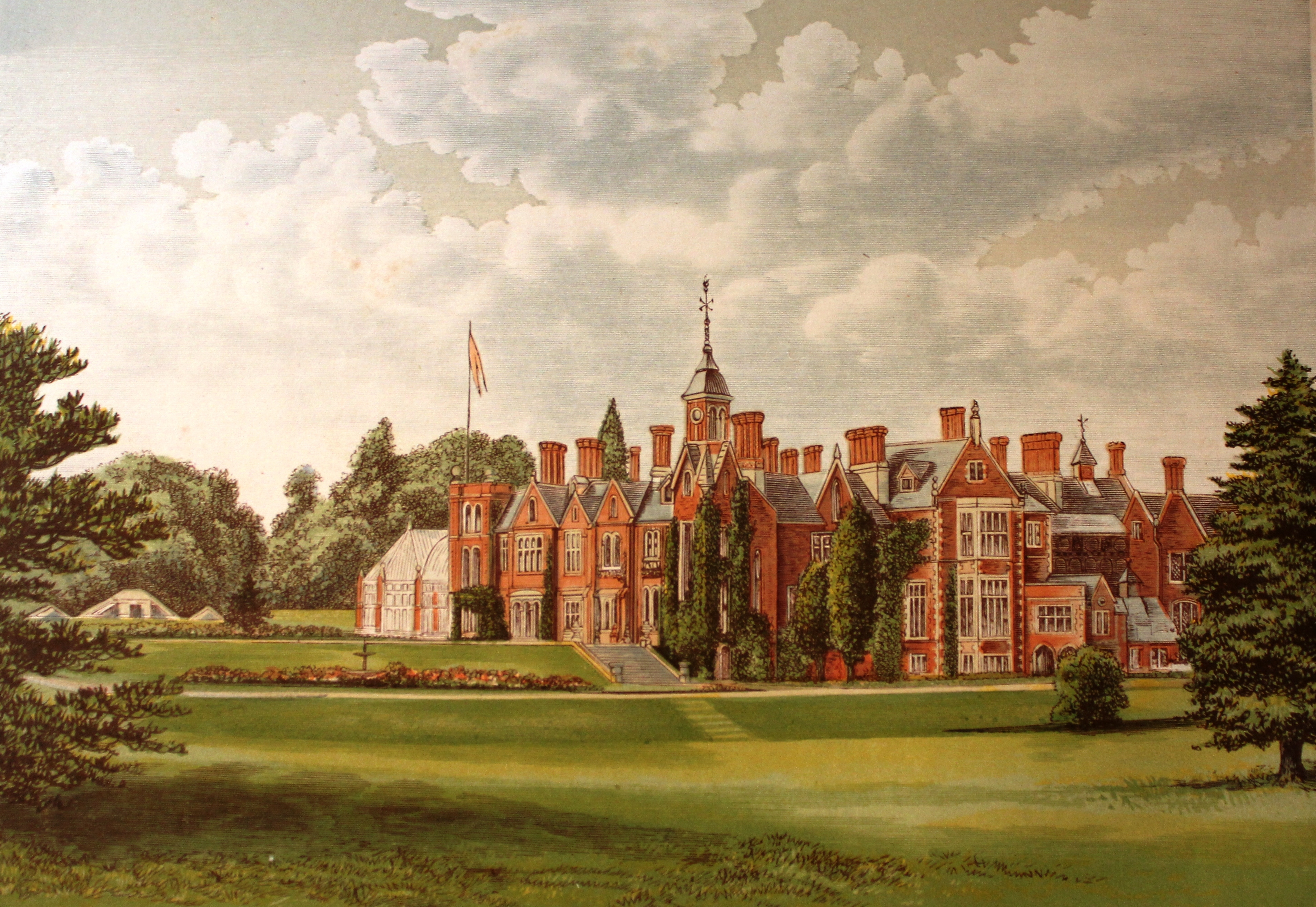
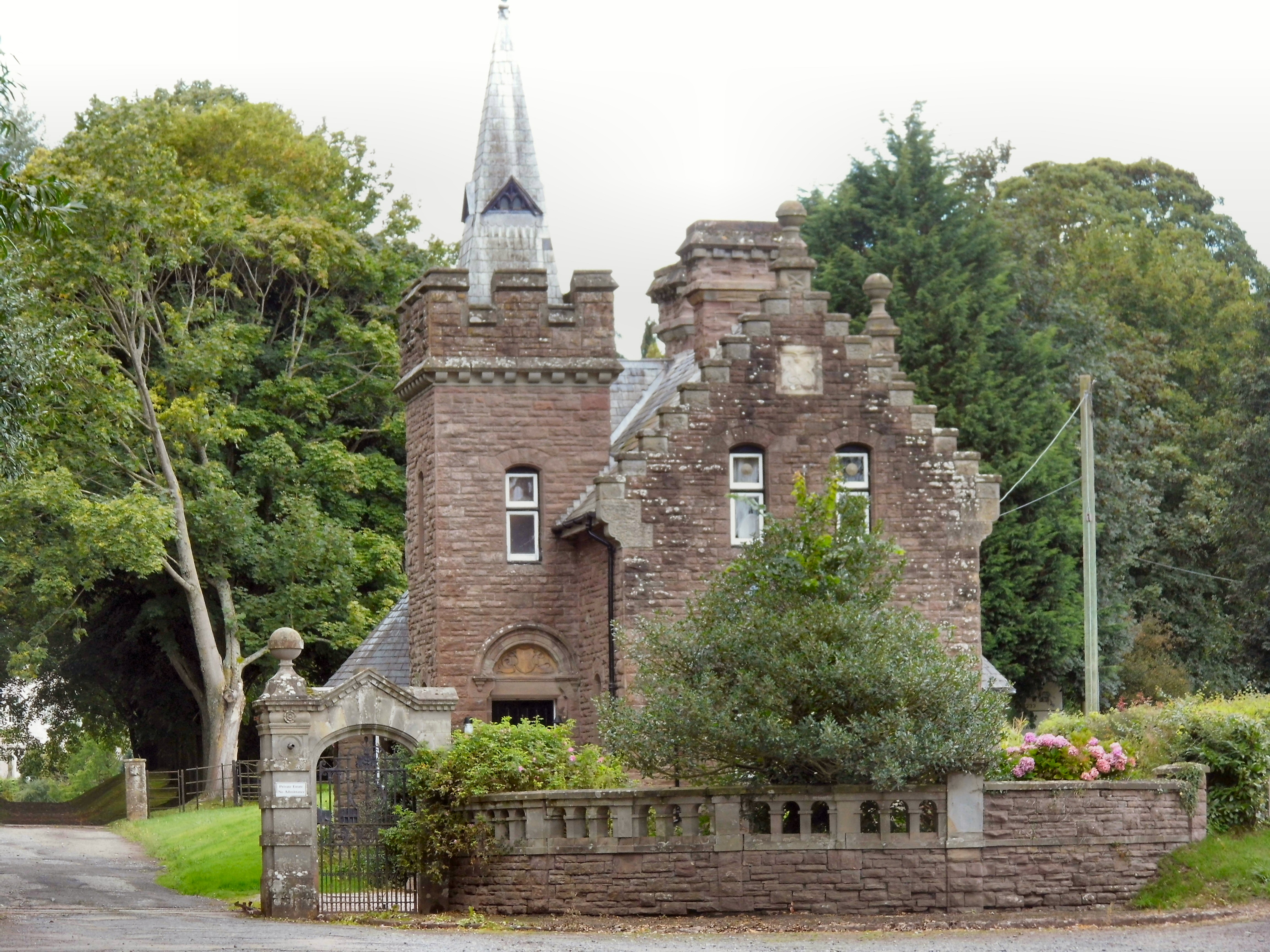

La devise de l'époque victorienne « Open House, Open Hearth » (« Portes ouvertes, Foyer ouvert » en anglais) est sculptée au dessus de la porte d'entrée. 

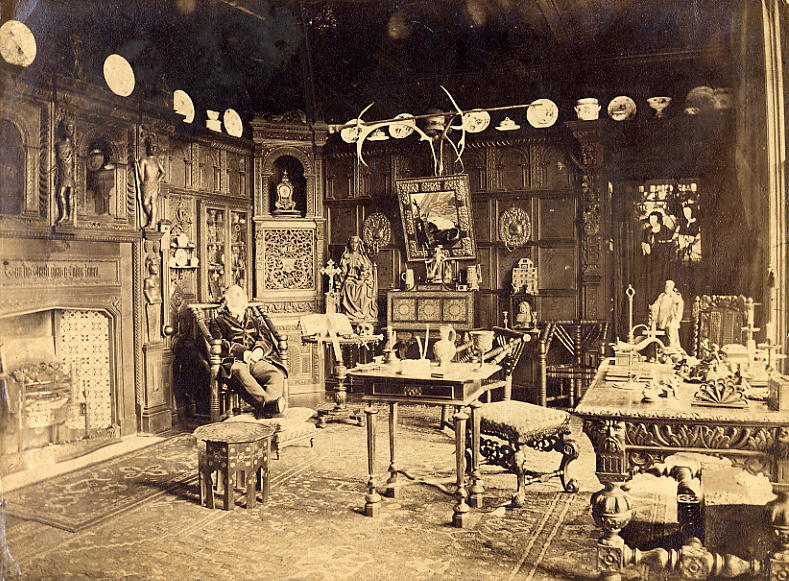
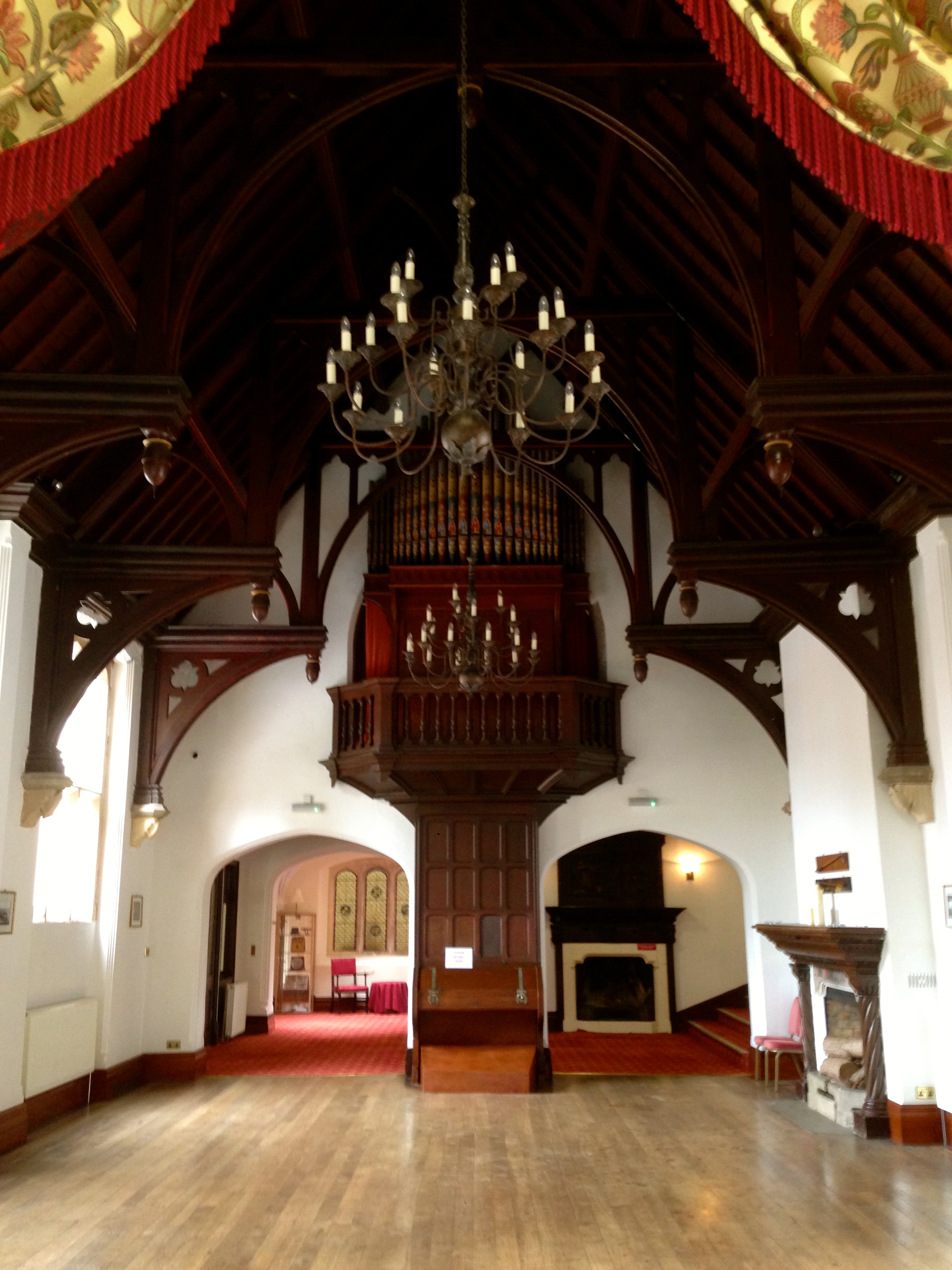
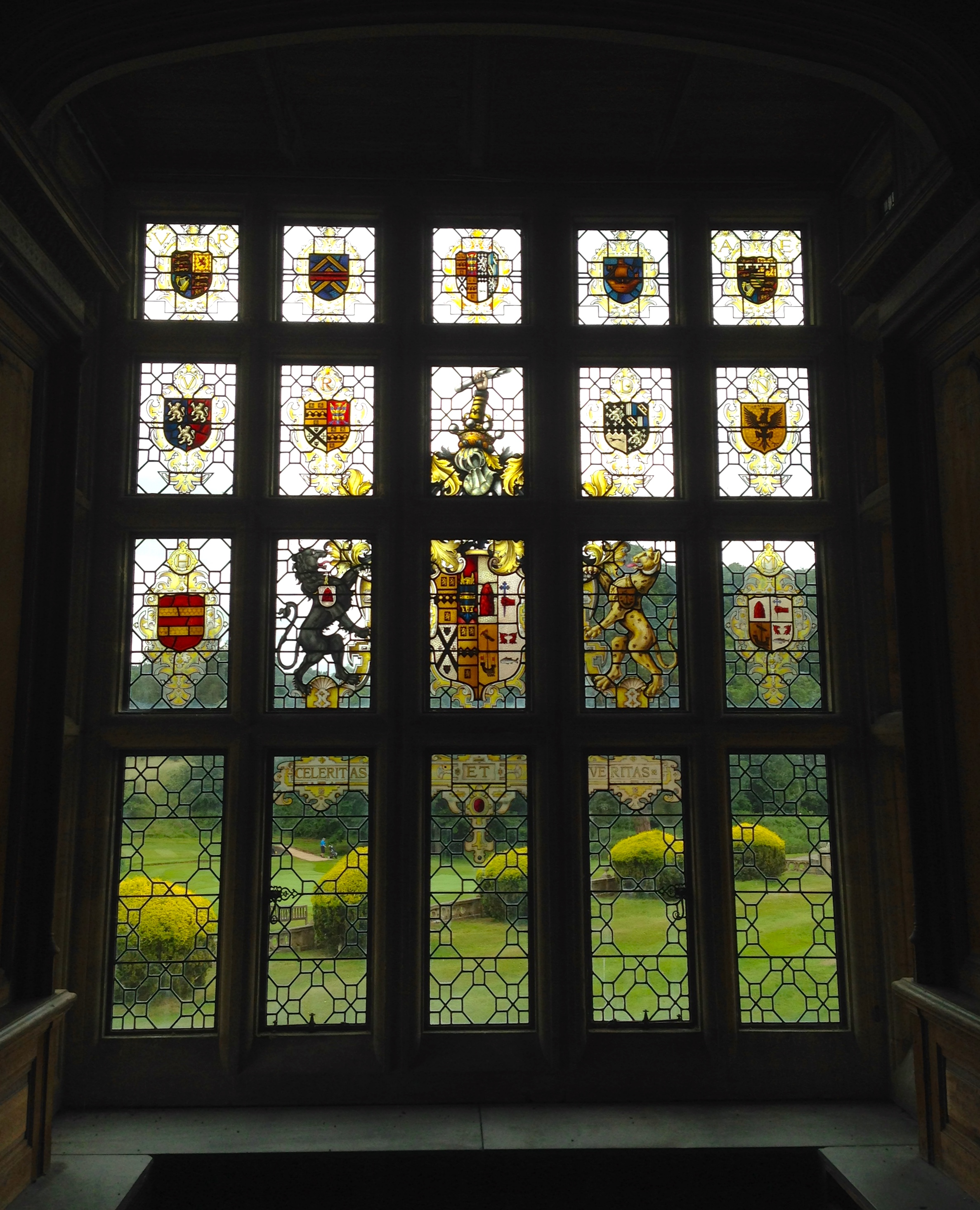

Le parc est un des plus importants du Monmouthshire, avec jardin à l'anglaise victorien, arboretum, roseraie, lac paysager artificielle, pavillons, écurie, jardin potager, serres, peuplé de troupeaux de cerfs... Le manoir est plusieurs fois modifié et agrandi au cours des siècles par les descendants héritiers la famille Rolls de Llangattock, qui l'habite jusqu'en 1984, avant de le vendre pour qu'il devienne l'actuel club-house du Golf 18 trous Rolls of Monmouth Golf Club. 

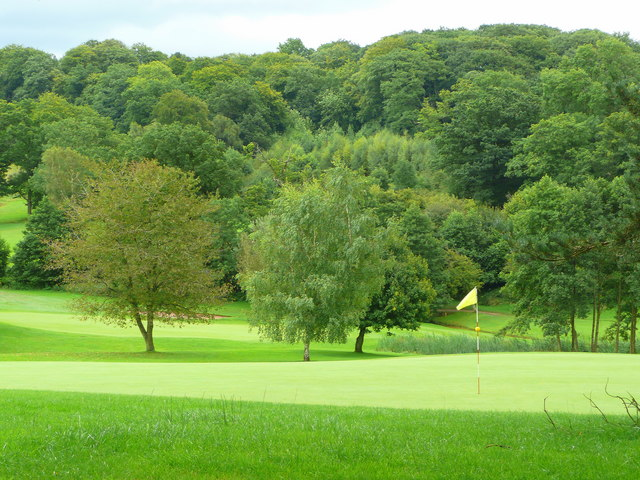
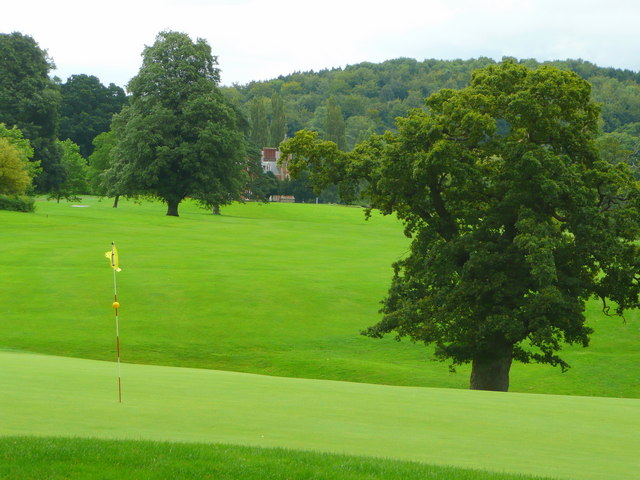

## Anecdotes historiques
Charles Rolls (1877-1910) réalise sur ces lieux, de nombreux essais historiques d'automobiles, ballons, et avions des débuts de l'histoire de l'automobile et histoire de l'aviation au Royaume-Uni, avec entre autres une photo historique au volant de sa Panhard & Levassor, avec ses parents (son père est le 1er baron Llangattock), et le duc et la duchesse d'York (futurs roi George V et reine Mary) lors de leur visite au manoir familiale en octobre novembre 1900 (avant la fondation de Rolls-Royce avec Henry Royce en 1904).

Charles Rolls dans le Monmouthshire
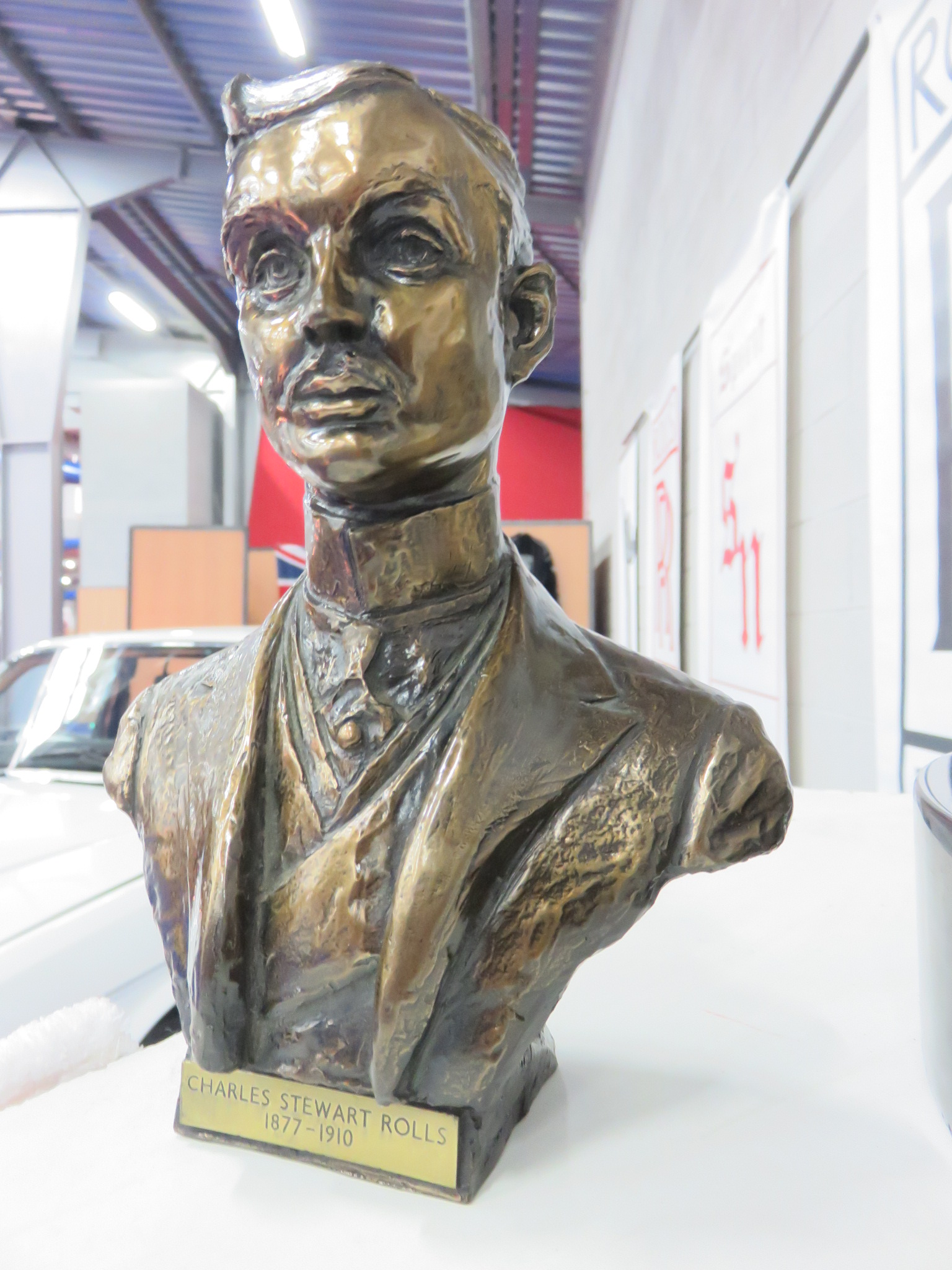
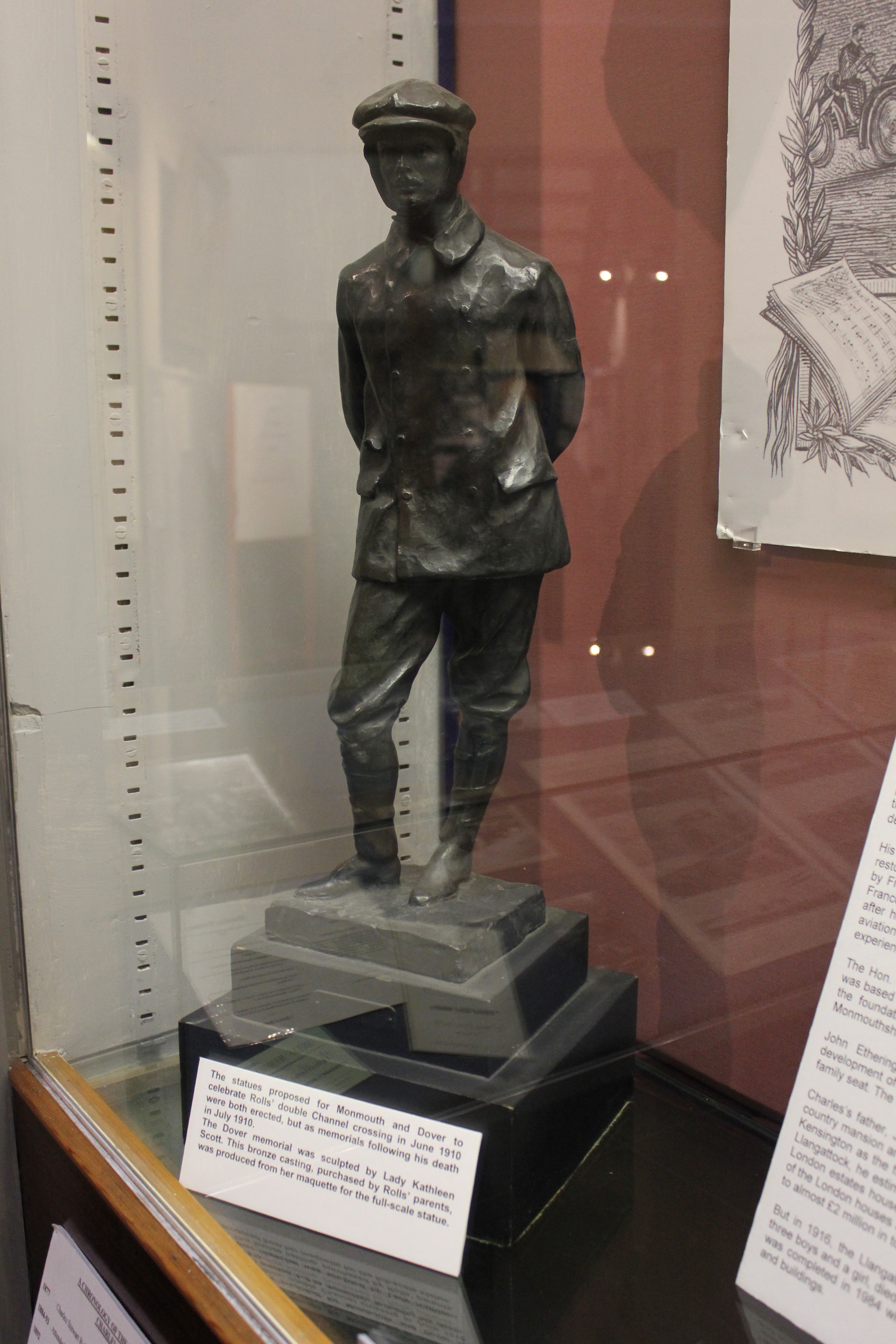
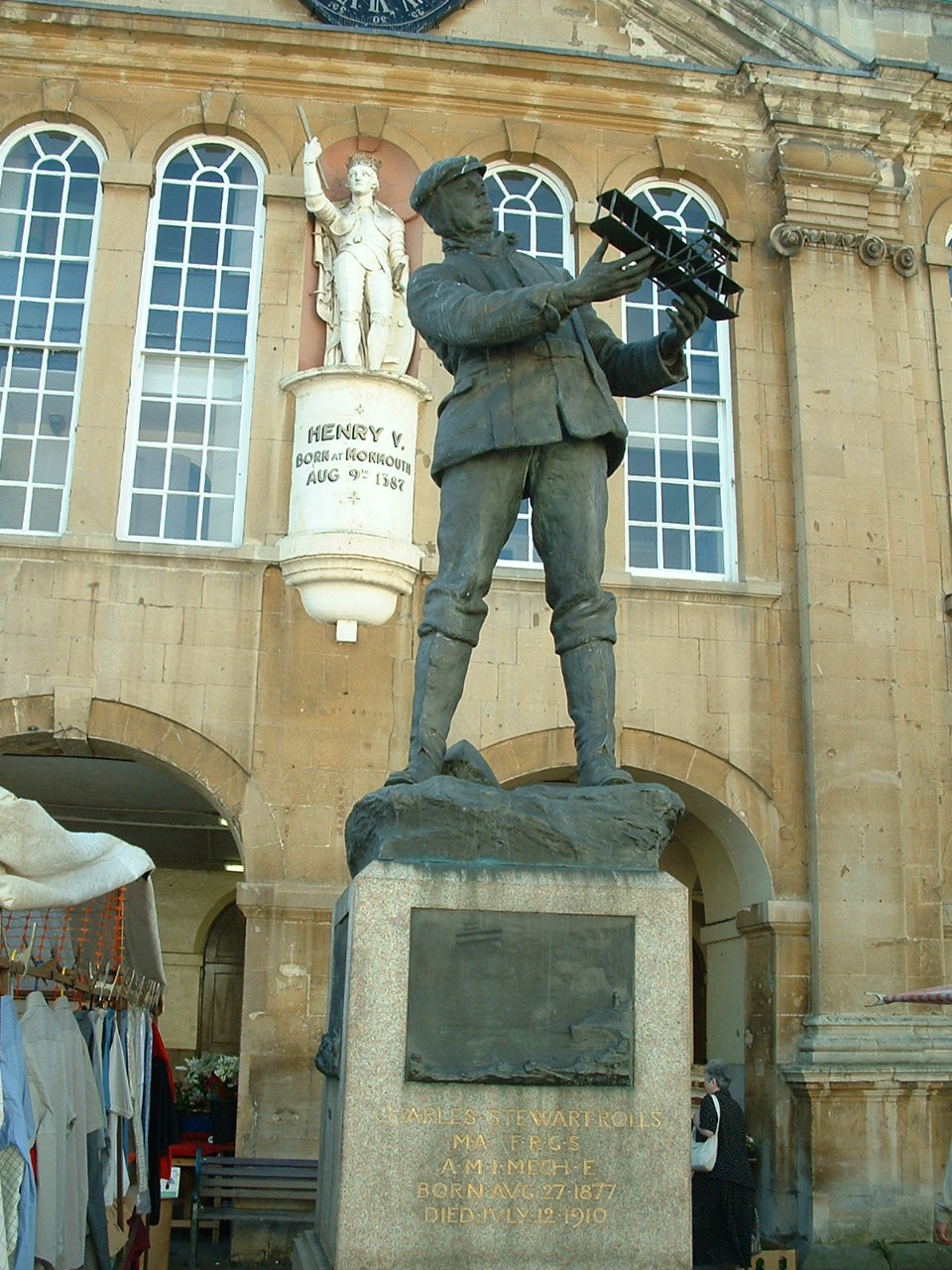
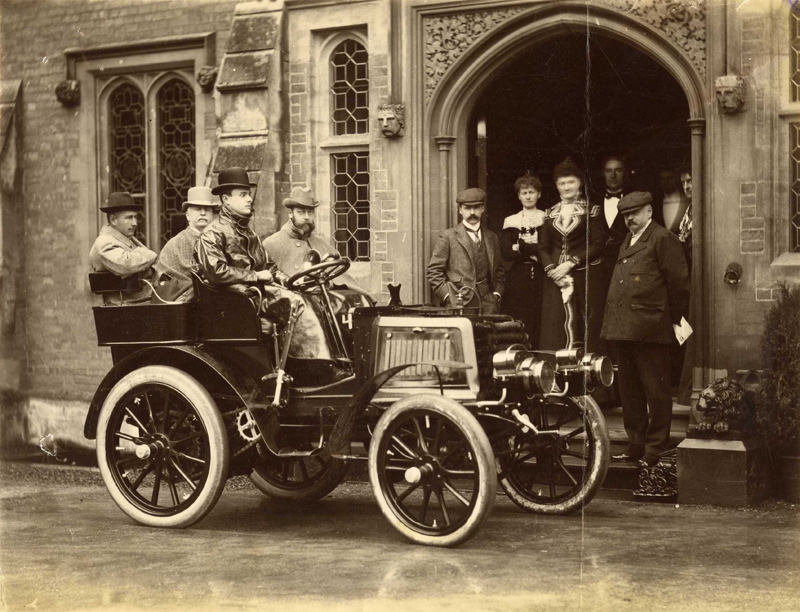
Avec George V en 1900
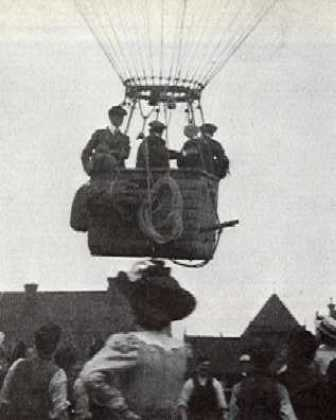
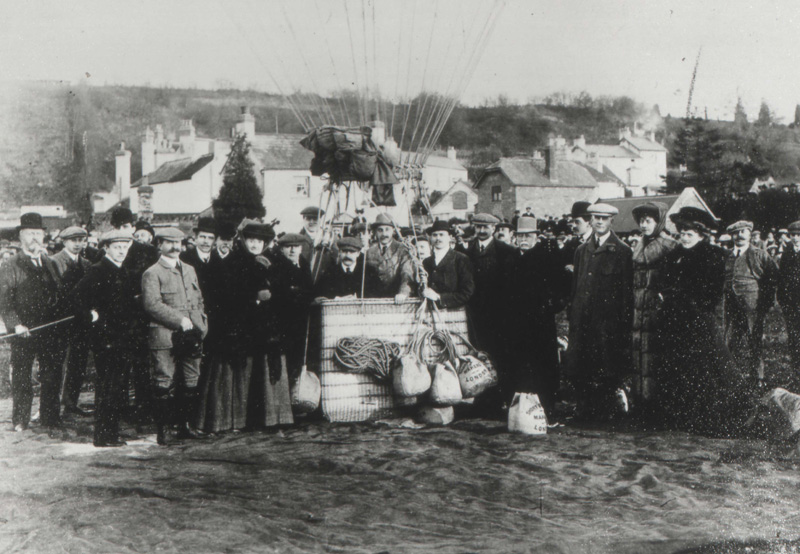
1906
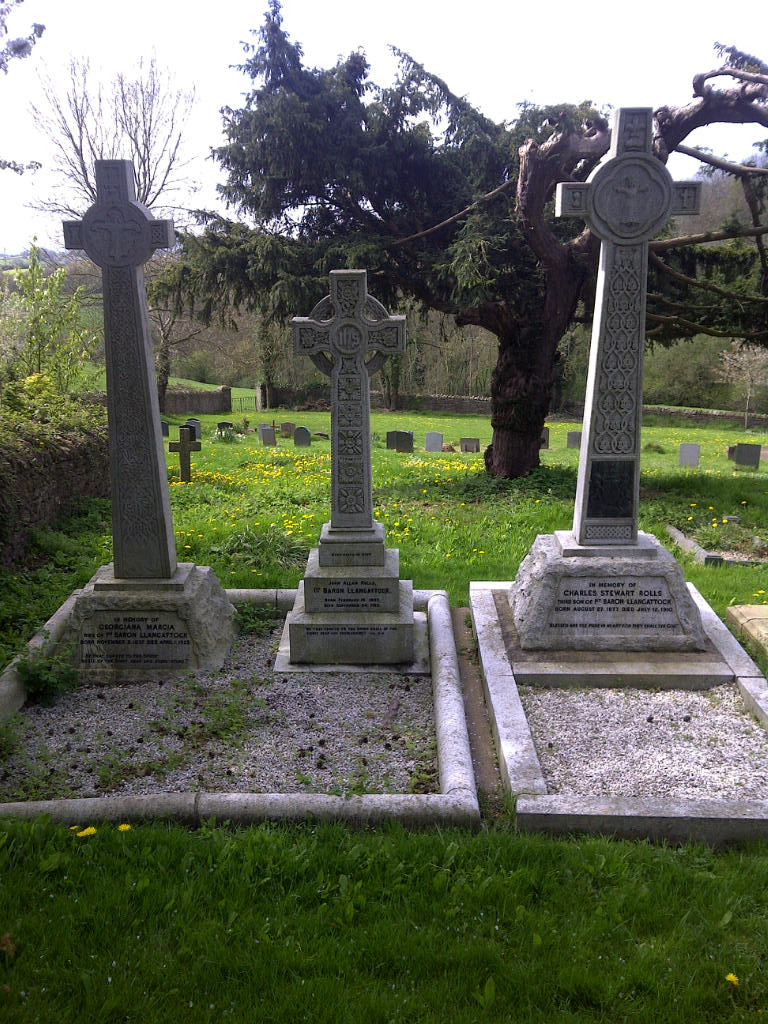

Charles Rolls repose au cimetière du manoir familiale